# فرودگاه بین‌المللی توسن لوورتور
فرودگاه بین‌المللی توسن لوورتور (به انگلیسی: Toussaint Louverture International Airport) یک فرودگاه همگانی با کد یاتا PAP است که یک باند فرود آسفالت دارد و طول باند آن ۳۰۴۰ متر است. این فرودگاه در شهر پورتو پرنس کشور هائیتی قرار دارد.

## شرکت‌های هواپیمایی و مقصدهای پروازی

### مسافری
| شرکت‌های هواپیمایی                 | مقصدهای پروازی |
| --------------------------------- | --- |
| ایر کانادا روژ                    | مونترآل-پییر الیوت ترودو |
| ایر کارائیب                       | اورلی |
| ایر فرانس                         | مارتینیک امه سزر، میامی، پوانت آ پیتر |
| ایر ترنست                         | مونترآل-پییر الیوت ترودو |
| امریکن ایرلاینز                   | فورت لادردیل–هالیوود، میامی، جان اف کندی |
| باهاماس‌ایر                        | لیندن پیندلینگ |
| کوپا ایرلاینز                     | توکومن |
| هواپیمایی کوبا                    | ایگناسیو اگرامنته، خوزه مارتی، آنتونیو ماکئو |
| دلتا ایرلاینز                     | هارتسفیلد-جکسون آتلانتا |
| اینترکارابین ایرویز               | نورمن مانلی، پراویدنشیالز، لا امریکاس |
| جت‌بلو                             | فورت لادردیل–هالیوود، جان اف کندی فصلی: لوگان |
| Latin American Wings              | خورخه چاوز، کومودورو ارتورو مرینو بنیتز |
| پاوا دومینیکانا                   | لا امریکاس |
| Spirit Airlines                   | فورت لادردیل–هالیوود |
| سان‌رایز ایرویز                    | ایگناسیو اگرامنته، هوگو چاوز، خوزه مارتی، سنگستر، لیندن پیندلینگ، اورلاندو (آغاز از ۱۷ اکتبر ۲۰۱۷)، آنتونیو ماکئو، کومودورو ارتورو مرینو بنیتز، سیباو، لا ایزبلا، لا امریکاس |
| وین ایر اجرا توسط پاوا دومینیکانا | هاتو، پرینسس جولیانا |

### باری
| شرکت‌های هواپیمایی      | مقصدهای پروازی           |
| ---------------------- | ------------------------ |
| ای‌بی‌ایکس ایر           | میامی، لوئیز مونز مارین  |
| Amerijet International | میامی، سیباو، لا امریکاس |